# Маршевые почвы
Маршевые почвы — почвы маршей — участков суши, периодически подвергающихся воздействию морских вод (приливы / отливы, сгоны / нагоны и т. п.).
Формируются на морских берегах холодных и умеренных климатических областей (нотальной, бореальной), покрытых специфической травянистой маршевой растительностью. В экваториальном поясе, тропиках и субтропиках — на берегах, занятых специфической мангровой растительностью; с мористой стороны мангры также могут быть обрамлены маршами.
Маршевые почвы — синлитогенные образования, им свойственны все черты молодых почв. Часто они слоисты, ведущими почвообразовательными процессами являются дернинообразование, дерновый процесс, оторфовывание, оглеение, погребение. Специфическими почвообразовательными процессами, связанными с воздействием моря являются засоление и сульфатредукция (образование пиритных почвенных горизонтов). Маршевым почвам свойственен широкий спектр механического состава почвообразующих пород — от глин до крупных песков и камней.
Мелиорация маршевых почв очень затруднительна. Частным случаем маршевых, или старомаршевых, почв можно считать почвы польдеров — сельскохозяйственные земли, полученные путём искусственного осушения маршей. Польдеры широко распространены в Нидерландах, Дании, Германии, Франции.